# Queso flameado
Choriqueso, queso flameado o queso fundido es un plato típico de la gastronomía de México que se realiza con queso derretido y chorizo. Suele compararse con el fondue de queso y se sirve habitualmente como aperitivo en comidas al aire libre y en restaurantes especializados en carnes asadas, así como en diversas taquerías. 

## Elaboración
Los ingredientes principales son el queso fundido, que puede prepararse con diferentes variedades de queso (como queso Oaxaca o queso asadero), chorizo fresco y una salsa, típicamente realizada con jitomate, cebolla, chile y especias. Se sirve en una cacerola pequeña y plana o en algún otro recipiente de cerámica o metal que sea resistente al calor. El queso y el chorizo se preparan por separado y se combinan justo antes de servirlos. Este último paso se puede hacer en la mesa, sobre todo si el acabado final es un flambeado: se vierte sobre el queso algún licor de alta graduación y se enciende, mientras arde el licor se agrega la salsa. Si no va a servirse flambeado, la mezcla se hace en la parrilla. Cualquiera que sea su forma de preparación, el plato se presenta en la mesa cuando el queso todavía está burbujeante por su exposición al calor y se sirve en porciones individuales sobre tortillas. La salsa preparada sirve de acompañamiento para el platillo. En algunas variantes se le agregan rajas de pimiento morrón, chile poblano o champiñones, siendo conocidas estas variantes como "alambres".